# Songs for Swingin’ Lovers!
Songs for Swingin’ Lovers — студийный альбом Фрэнка Синатры, выпущенный в 1956 году. Альбом занял второе место в американском хит-параде Billboard 200. В списке «500 лучших альбомов всех времён», опубликованном журналом Rolling Stone, пластинка расположилась на 306-й позиции.

## Об альбоме
В конце 1955 года, после успешного альбома In the Wee Small Hours, Синатра со своим аранжировщиком Нельсоном Риддлом засели в студии за запись нового альбома. По своему настроению новый альбом кардинально отличался от предыдущего. На смену ночной тьме пришли свет и веселье солнечного летнего дня. Лёгкая и радостная манера исполнения Фрэнка Синатры гениально аранжирована Риддлом. Есть легенда, что на записи 12 января 1956 года «I’ve Got You Under My Skin» Нельсон за своё непередаваемое мастерство удостоился бурных аплодисментов своих музыкантов.

## Список композиций
1. «You Make Me Feel So Young» (Джозеф Майроу, Мак Гордон) — 2:57
2. «It Happened in Monterey» (Мэйбел Уэйн, Билли Роуз) — 2:36
3. «You’re Getting to be a Habit with Me» (Гарри Уоррен, Эл Дабин) — 2:19
4. «You Brought a New Kind of Love to Me» (Сэмми Фэйн, Ирвинг Кэхол, Пьер Норман) — 2:48
5. «Too Marvelous for Words» (Ричард А. Уайтинг, Джонни Мерсер) — 2:29
6. «Old Devil Moon» (Бёртон Лэйн, И. И. Харбург) — 3:56
7. «Pennies from Heaven» (Артур Джонстон, Джонни Берк) — 2:44
8. «Love is Here to Stay» (Джордж Гершвин, Айра Гершвин) — 2:42
9. «I’ve Got You Under My Skin» (Коул Портер) — 3:43
10. «I Thought About You» (Джимми ван Хойзен, Джонни Мерсер) — 2:30
11. «We’ll Be Together Again» (Карл Фишер, Фрэнки Лэйн) — 4:26
12. «Makin’ Whoopee» (Уолтер Доналдсон, Гас Кан) — 3:06
13. «Swingin’ Down the Lane» (Ишем Джонс, Гас Кан) — 2:54
14. «Anything Goes» (Коул Портер) — 2:43
15. «How About You?» (Бёртон Лэйн, Ральф Фрид) — 2:45